# Divisibilité
« Divisible » redirige ici. Pour divisibilité des groupes, voir groupe divisible.
En arithmétique, on dit qu'un entier a est divisible par un entier b s'il existe un entier k tel que a = bk. On dit alors que a est un multiple de b, et que b divise a ou est un diviseur de a.
La relation de divisibilité se note à l'aide d'une barre verticale : b divise a se note b|a et ne doit pas se confondre avec le résultat de la division de a par b noté a/b.
La notion de divisibilité, c'est-à-dire la capacité d'être divisible, fonde l'étude de l'arithmétique, mais se généralise aussi à tout anneau commutatif. C'est ainsi que l'on peut aussi parler de divisibilité dans un anneau de polynômes.

## Divisibilité dans l'ensemble des entiers naturels et relatifs

### Dans l'ensemble des entiers naturels
La notion de divisibilité est originaire de la notion de distribution en parts égales et est associée à la notion de division euclidienne : pour tous entiers naturels non nuls, a est divisible par b si et seulement si la division euclidienne de a par b est exacte (i.e. a pour reste 0). La définition précédemment donnée permet de généraliser la notion à tout entier. On remarque alors que 1 divise tout entier naturel et que 0 est divisible par tout entier naturel.
Dans l'ensemble des entiers naturels, la relation « divise » est une relation d'ordre partiel ; en effet la relation est :
- réflexive : a|a ;
- transitive : si a|b et b|c alors a|c ;
- antisymétrique : si a|b et b|a alors a = b.

Dans cette relation d'ordre, 1 est le plus petit élément et 0 est le plus grand élément. Toute paire d'entiers naturels {a, b} possède un plus grand commun diviseur noté pgcd(a,b) et un plus petit commun multiple noté ppcm(a,b) qui sont respectivement la borne inférieure et la borne supérieure de {a, b} pour cette relation d'ordre. L'ensemble des entiers naturels, muni de la relation de divisibilité et des opérations pgcd et ppcm, est un exemple de treillis.
La relation de divisibilité a un comportement relativement stable avec l'addition, la soustraction, la multiplication et la simplification :
- si a divise b et a divise c alors a divise b + c, |b – c| et kb pour tout entier k ;
- si c est un entier non nul, a |b si et seulement si ac|bc.

Elle a des relations privilégiées avec la notion de nombres premiers entre eux à travers le lemme de Gauss :
- si a divise bc et a est premier avec b alors a divise c.

### Dans l'ensemble des entiers relatifs
La notion de divisibilité s'étend à l'ensemble des entiers relatifs en utilisant la même définition. On peut remarquer que a divise b si et seulement si |a| divise |b|.
La relation « divise » dans l'ensemble des entiers relatifs possède presque les mêmes propriétés que dans l'ensemble des entiers naturels, à l'exception de l'antisymétrie : si a divise b et b  divise a alors a = ± b. Cette relation n'est donc pas une relation d'ordre mais seulement de préordre, ce qui empêche de définir la notion de plus grand ou plus petit élément.
La stabilité par les opérations d'addition, de multiplication et de simplification est conservée.

### Critère de divisibilité
Pour déterminer si un nombre b divise un nombre a, on peut effectuer une division euclidienne de a par b et vérifier que le reste est nul. Cependant des critères ont été établis, permettant de déterminer la divisibilité d'un nombre quelconque par un nombre simple (d'après leur écriture en base dix).
Par exemple, un nombre est divisible par 2 si son chiffre des unités est 0, 2, 4, 6, ou 8. Un nombre est divisible par 5 si son chiffre des unités est 0 ou 5. Un nombre est divisible par 3 si la somme de ses chiffres est divisible par 3.

## Divisibilité dans un anneau
On pourrait définir la divisibilité à gauche et à droite dans un anneau quelconque, mais en général, cette notion est définie dans un anneau commutatif très souvent unitaire. Sauf précision, les anneaux dans la suite de cet article sont supposés commutatifs unitaires.
La définition de la divisibilité est analogue à celle existant en arithmétique : si a et b sont deux éléments d'un anneau A, b divise a si et seulement s’il existe un élément c de A tel que a = bc. On dit alors que a est un multiple de b et que b est un diviseur de a.
La notion de divisibilité est liée à la notion d'idéal d'un anneau. Si l'on note (a) et (b) les idéaux engendrés par a et b, b divise a si et seulement si (b) contient (a).
Les éléments de A inversibles (appelés aussi unités) divisent tous les éléments de l'anneau.
La relation « divise » est réflexive et transitive mais n'est en général pas antisymétrique alors que c'est le cas pour la relation d'inclusion dans les idéaux. Ceci conduit à définir la notion d'éléments associés dans un anneau. Si a et b sont deux éléments de A, a est dit associé à b (noté a ~ b) si l'on a à la fois a|b et b|a, ce qui équivaut à (a) = (b) ; cette relation est la relation d'équivalence associée au préordre « divise ».
S'il existe un élément inversible k tel que a = bk alors a ~ b. La réciproque est fausse en général mais vraie dans un anneau intègre.
Une mention spéciale est à accorder aux éléments qui divisent 0A. Selon la définition précédente, tout élément de A divise 0A car a × 0A = 0A. Cependant, dans un anneau non intègre, il existe des éléments non nuls b et c de A tels que bc = 0A. Ces éléments sont appelés des diviseurs de zéro dans A.
En algèbre commutative, la notion de divisibilité (diviseur, multiple, pgcd, ppcm) fonde, avec la notion d'idéal, l'étude et la classification des anneaux commutatifs.